# Trash Talk
Trash Talk est un groupe américain de punk hardcore, originaire de Sacramento, en Californie. Ils ont tourné dans le monde entier, notamment au Japon et en Europe, et ont participé à de nombreux festivals pour soutenir leurs sorties, ce qui leur a permis d'être reconnus par des publications telles que Rolling Stone,,,.

## Histoire
Formé en 2005, Trash Talk sort rapidement une démo sur Sell Our Souls Records, ainsi qu'un split avec le groupe Steel Trap en 2006 pour Spiderghost Pressgang. Plus tard dans l'année, ils signent avec Rumble Records pour enregistrer leur premier album Walking Disease. Trash Talk signe ensuite chez Malfunction Records (label de Deathwish Inc.) en 2007 pour la sortie de leur EP Plagues. Après de nombreuses tournées avec des groupes comme Cruel Hand, ils quittent Deathwish Inc. pour gérer leur propre label, Trash Talk Collective.
En 2008, Trash Talk se rend à Chicago avec Steve Albini pour travailler sur leur album. L'année 2009 assiste à la sortie de leur single East of Eden, avec la participation vocale de Keith Morris de Off!/Black Flag/Circle Jerks. Après la sortie de East of Eden, Trash Talk maintient un programme de tournée régulier et se rend à l'étranger,.
Pendant leur tournée, Trash Talk participe à une session live pour la station de radio britannique BBC Radio 1, présentant les chansons de leur dernier album Eyes and Nines, sorti physiquement en Europe et numériquement le 17 mai 2010. L'album sort en CD aux États-Unis le 8 juin 2010, et en vinyle le 21 juin 2010,,. En octobre 2010, Trash Talk apparait pour la première fois sur la couverture de The Fader, dans son 70e numéro. Trash Talk se produit au Soundwave Festival 2011 en février/mars 2011. Trash Talk est ajouté à la programmation 2011 du Download Festival en juin et du Hevy Music Festival en août, bien qu'ils se soient retirés avant la performance.
Un EP de cinq chansons intitulé Awake sort le 11 octobre 2011 sur True Panther Sounds. Le 30 mai 2012, Trash Talk annonce sa signature avec Odd Future Records, faisant d'eux le premier groupe ne faisant pas partie du collectif hip-hop Odd Future et le premier artiste non hip-hop à signer avec le label. Le groupe est connu pour avoir interprété la chanson Radicals de Tyler, The Creator, avec Tyler en clôture lors de quelques concerts d'Odd Future. Ils sortent leur album 119 sur Odd Future Records le 9 octobre 2012, en partenariat avec leur label Trash Talk Collective et RED Distribution de Sony BMG Music Group.
Le quatrième album studio de Trash Talk, No Peace, sort le 27 mai 2014. Le 18 octobre 2019, le groupe annonce qu'il mettait la touche finale à son prochain album. Le 22 mai 2020, Trash Talk annonce via les médias sociaux que leur nouvel EP, Squalor, sortira le 5 juin. Thomas Pridgen annonce également qu'il avait rejoint le groupe pour enregistrer le nouvel EP.

## Discographie

### Albums studio
- 2007 : Walking Disease (Rumble Records / Six Feet Under Records)
- 2008 : Trash Talk (Trash Talk Collective)
- 2010 : Eyes and Nines (Trash Talk Collective)
- 2012 : 119 (Trash Talk Collective / Odd Future Records)
- 2014 : No Peace (Trash Talk Collective / Odd Future Records)

### EP
- 2005 : Trash Talk 7" (Sell Our Souls)
- 2006 : Split (with Steel Trap) (Spiderhost Pressgang)
- 2008 : Plagues (Malfunction Records)
- 2009 : East of Eden / Son of a Bitch (Trash Talk Collective)
- 2011 : Split (avec Wavves)
- 2011 : Awake 7" (True Panther Sounds)
- 2016 : Tangle (Trash Talk Collective)
- 2020 : Squalor (Trash Talk Collective)

### Démos
- 2005 : 2005 Demo (Sell Our Souls)

### Albums live
- 2008 : Live at United Blood (Six Feet Under Records)

### Compilations
- 2008 : Plagues... Walking Disease (Deathwish Inc./Malfunction)
- 2009 : Shame (Hassle Records, Royaume-Uni)